# Egg & Egli

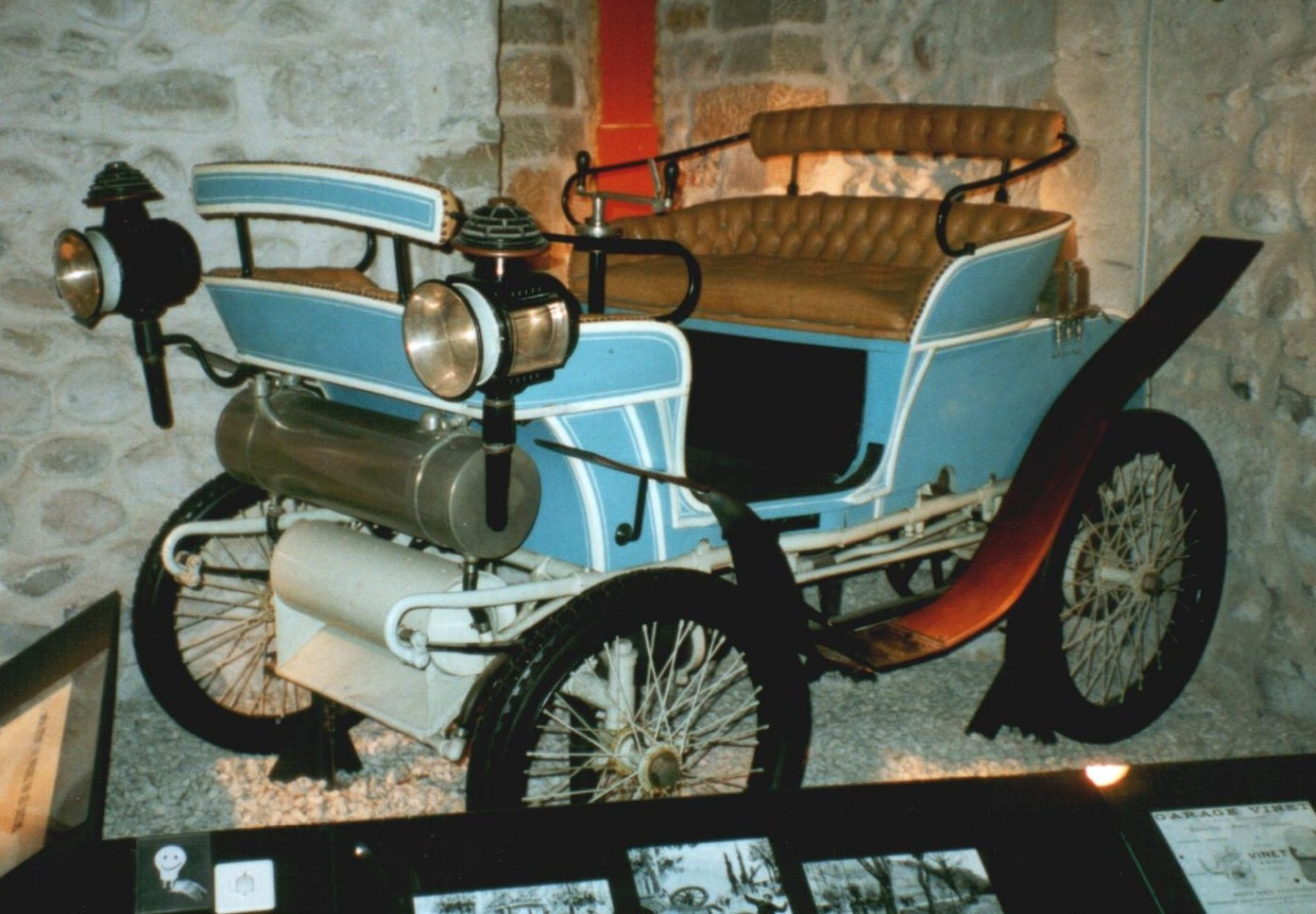
Egg & Egli (1899)

Egg & Egli byl švýcarský výrobce automobilů. Firma byla jednou z „déle žijících“ v průkopnických dobách švýcarského automobilismu. Egg & Egli vystavovala své výrobky na mnoha autosalonech a její vozy se účastnily každoročních závodů ve Francii.

## Historie firmy
Konstruktér Rudolf Egg a jeho partner bankéř Egli založili v Curychu v roce 1896 společnost Automobilfabrik Zürich Egg & Egli.
Výroba v roce 1904 skončila, Rudolf Egg společnost opustil a založil ve Wollishofenu novou s názvem Motorwagenfabrik Excelsior. Ta později vyráběla jedny prvních leteckých motorů ve Švýcarsku. Před první světovou válkou Egg spolupracoval s konstruktérem Fritzem Moserem z Saint-Aubin, po válce také s firmou Seebach Maschinenbau AG (SEMAG). Poválečné finanční těžkosti však majitele přinutily s výrobou skončit v roce 1919. Egg se pak stal dealerem vozů Renault. Zemřel v roce 1939.

## Vozidla
Rudolf Egg zkonstruoval v roce 1893 první automobil „Egg“, který od roku 1896 firma ve větším množství vyráběla. Šlo o tříkolku s poháněným zadním kolem, osazenou jednoválcovým motorem De Dion-Bouton o výkonu 3 koní. V roce 1899 výroba tříkolek u Egg & Egli skončila. V letech 1899 až 1904 v továrně vzniklo několik exemplářů čtyřkolových automobilů s motorem uloženým vzadu. Vůz „Excelsior“ byl prezentován na 1. národní automobilové výstavě v Ženevě v roce 1905. Další vozy, podobné americkému vozu Oldsmobile Curved Dash, firma na trh uváděla pod názvem Egg & Egli Rapid.
Jedno z dochovaných vozidel je vystaveno na zámku Grandson v Grandsonu.

## Licenční výroba
Tříkolky firmy Egg & Egli, proslulé svou „švýcarskou kvalitou“ byly vyráběny v licenci těmito společnostmi:
- Bächtold & Co, Steckborn
- Zürcher Patent-Motorwagen-Fabrik Rapid, Curych
- J. Weber & Co, Uster u Curychu